# Муравський (зупинний пункт)
Муравський — пасажирський залізничний зупинний пункт Харківської дирекції Південної залізниці розташований на одноколійній, неелектрифікованій лінії Шпаківка — Готня. Розташований у с-щі. Муравське Золочівського району між станціями Одноробівка та Золочів. На зупинному пункті зупиняються приміські поїзди.